# Vicent Serra Ferrer
Vicent Serra Ferrer (Eivissa, 17 de desembre de 1956) és un metge i polític balear, diputat al Parlament de les Illes Balears en la II, VIII i IX Legislatures.

## Biografia
Es llicencià en medicina i cirurgia a la Universitat de València el 1980 i en geriatria per la Universitat de Barcelona. Ha exercit la medicina privada a l'Hospital Residència Assistida de Cas Serres.
Fou elegit diputat a les eleccions al Parlament de les Illes Balears de 1987. De 1987 a 1991 fou conseller de sanitat i benestar social del Consell Insular d'Eivissa i Formentera. A les eleccions municipals espanyoles de 1991 i 1995 fou escollit regidor i primer tinent d'alcalde d'Eivissa. A les eleccions municipals espanyoles de 1999 fou regidor de l'oposició al mateix ajuntament.
De 2003 a 2007 fou conseller de Sanitat i Benestar Social del Consell Insular d'Eivissa i Formentera i de 2007 a 2011 portaveu a l'oposició de Sanitat i Benestar Social. Després de les eleccions al Parlament de les Illes Balears de 2011 fou elegit diputat al Parlament de les Illes Balears i president del Consell Insular d'Eivissa. Fou escollit novament a les eleccions al Parlament de les Illes Balears de 2015.